# Agustín Ibarrola
Agustín Ibarrola Goikoetxea (Bilbao, Vizcaya, 18 de agosto de 1930-Usánsolo, Vizcaya, 17 de noviembre de 2023) fue un pintor, escultor y grabador español, considerado una figura destacada del arte de vanguardia, el land art y el arte de compromiso político en España en la segunda mitad del siglo XX.

## Biografía

### Primeros años y militancia antifranquista
Tras comenzar su relación con la pintura de forma autodidacta (a los 16 años realizó su primera exposición), en 1948 la Diputación de Vizcaya y el Ayuntamiento de Bilbao le concedieron una beca con la que se trasladó a Madrid para continuar sus estudios en el taller de Daniel Vázquez Díaz, hasta 1955. Junto con este dio sus primeros pasos en el cubismo.
En 1950 conoció a otro artista que tuvo gran influencia sobre su producción y su mentalidad artística, el escultor vasco Jorge Oteiza; junto a él se introdujo en la división y análisis del espacio propia del constructivismo. También aprendió de Oteiza la mentalidad de creación artística conjunta, donde participaran numerosos artistas y diferentes artes.
En 1956, y tras realizar diversas exposiciones en España, se trasladó a París. En esta ciudad conoció a otros artistas españoles residentes allí, con los cuales en 1957, en el café Rond Point fundaron el Equipo 57; integrantes de dicho grupo fueron José Duarte, Ángel Duarte y Juan Serrano. En esta época, a través de José Ortega, descubrió la técnica del grabado y se integró en el movimiento de "Estampa Popular" del País Vasco. Esta fue su época del constructivismo.
Durante los años 60 inició su actividad política, siendo detenido en junio de 1962 en Bilbao. Durante los 21 días que estuvo en comisaría fue torturado. «Nos pegaron hasta despellejarnos. El pellejo lo teníamos fuera de su sitio; teníamos partes del cuerpo en carne viva. Yo orinaba sangre muchos días», recordó Ibarrola. Como ha señalado el historiador César Lorenzo, «la ideología comunista del detenido, a quien acusaban de ser informante de Radio España Independiente, la Pirenaica; su relativa juventud (31 años) y el momento y el lugar de la detención, en una de las provincias de mayor conflictividad obrera, jugaron en su contra». Fue condenado en un consejo de guerra a nueve años de prisión.
Estuvo encarcelado en la prisión de Burgos entre 1962 y 1965. Posteriormente participó en diversas huelgas obreras, motivo por el cual fue encarcelado de nuevo en 1967 y estuvo en prisión hasta 1973. Durante ambas estancias en prisión continuó pintando. El 15 de mayo de 1975, un comando parapolicial quemó el caserío que tenía alquilado en Ibarranguelua, dejándolo totalmente inutilizable.
En 1963 se celebró una exposición de su obra en Londres, donde sus trabajos merecieron que la crítica le comparase con el papel que desarrolló Goya en su obra Los desastres de la guerra.
Su obra pictórica es un desarrollo plástico de su ideología política, pudiendo ser inscrita dentro de la pintura social, denunciando la realidad del proletariado y el mundo rural. Su obra conjuga el espíritu vasco con el compromiso social con los trabajadores, las gentes más humildes, y tiende hacia el expresionismo. Ejemplo singular de esta faceta es su monumental Guernica de 1977, versión-homenaje del Guernica de Picasso creada cuando artistas e instituciones vascas abogaban por el traslado del original picassiano, entonces en el MoMA de Nueva York, a la villa foral que lo inspiró. En 2021 el Museo de Bellas Artes de Bilbao adquirió la obra de Ibarrola, una composición de 2 x 10 metros articulada en diez lienzos.

### Land art, escultura pública y militancia contra ETA
Fundador y miembro del Equipo 57, en cuyo seno realizó diversos estudios sobre los espacios curvos y sobre las relaciones positivo-negativo y cóncavo-convexo que posteriormente influyeron notablemente en su planteamiento estético. En la década de los 80 inició su actividad escultórica y su singular visión de la obra pictórica, reflejada posteriormente en algunas de sus obras, como sus "Bosques".

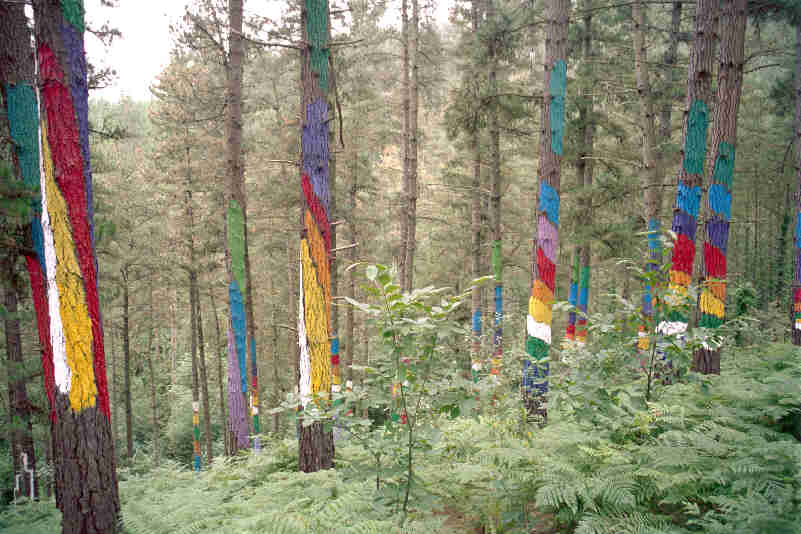
Bosque de Oma

Se retiró a su caserío, realizando obras pictóricas y escultóricas de gran formato, y trabajando en sus intervenciones en la naturaleza (Land Art) en sus Bosques, decoraciones pictóricas realizadas en árboles. Un ejemplo de estos, y quizá su trabajo más conocido, es el Bosque de Oma, cerca de Guernica. En él se inspiró el dramaturgo Pedro Víllora para su obra Electra en Oma.
Siguiendo el "formato" elegido en Oma, Ibarrola realizó en Salamanca el conocido como "Bosque Encantado". Se trata de un lugar, a orillas del río Tormes, donde se habían ubicado una serie de olmos secos, debido a la enfermedad de la grafiosis, propia de estos árboles. Con ellos, Ibarrola, junto con algunos alumnos de la Facultad de Bellas Artes de la Universidad de Salamanca creó un bosque, decorando los olmos con motivos de pintura de vivos colores, por la que hubo controversia por parte de Patrimonio. En 2012 y después del deterioro por las inclemencias del tiempo, esta obra fue completamente desmantelada.
En 1993, algunas de sus obras y otras de Jorge Oteiza y Jon Iturrarte sufrieron sucesivos atentados por motivos políticos, todas ellas ubicadas en el País Vasco. En el año 2000 fueron destruidas las cortezas de unos cien árboles del Bosque de Oma y dos fueron talados tras una primera agresión de los propietarios del bosque. Otras obras del artista también sufrieron agresiones
Otras de sus obras más conocidas son: El bosque de los tótems (1996) en la Estación de Príncipe Pío de Madrid; Ola a ritmo de txalaparta (1986/1987) en la estación de Chamartín de Madrid; Viaje al infinito (1985) en la estación de Abando de Bilbao; y, una de sus últimas y más espectaculares, los Cubos de la Memoria en el puerto de Llanes, unos enormes cubos de hormigón pintados de vivos colores en la escollera del dique del puerto.
Garoza es una obra realizada en plena naturaleza de la dehesa abulense, en el municipio de Muñogalindo. Es el resultado de un íntimo y profundo diálogo entre Agustín Ibarrola y los granitos que afloran por doquier en la dehesa, con las encinas que conforman el bosque e incluso con la memoria de pobladores pasados que también dejaron su huella en piedra. La obra aborda un tratamiento integral del paisaje interviniendo sobre 115 piedras.
Es un ejercicio sobre las formas de las piedras. El propio autor lo explica: 

las piedras tiene formas; las formas sugieren un tratamiento  geométrico, el tratamiento que la puedes dar por sus huecos, por sus volúmenes, por sus planos ….son piedras rotas, abiertas. No se pueden ver de un solo vistazo. Las piedras tienen concavidades y convexidades, huecos y volúmenes. Yo puedo trazar una línea recta situándome frontalmente a esos huecos y volúmenes, pero en el momento que me desplazo medio metro han dejado de existir las líneas rectas y se han convertido en líneas curvas y hay que jugar con todas las posibilidades expresivas. 
Hay partes de la roca que no he pintado. ¿Qué ha ocurrido con esto?, la rocas tiene piel aparte de curvas, huecos y volúmenes. Tiene piel como todas las cosas de esta tierra; el mundo tiene sus superficies  que son diversas en sus texturas.....la parte no pintada está estructurada geométricamente, no de acuerdo con la geometría tradicional, sino con la geometría moderna, que hace que una cosa pueda estar detrás y delante al mismo tiempo.
Esa parte de la piel de la roca la considero un color que actúa en igualdad de condiciones con los colores que estoy poniendo. Unas veces esa roca estará superpuesta por el color que he puesto y otra parte es como si se hubiera metido por debajo de la roca, por el interior de la roca y entonces convierto su textura en un color que trabaja en las mismas condiciones  que estoy trabajando con los colores. Así forman una sola unidad y hace posible que la gente, fijándose un poco, vea que en realidad como la piedra es perforada ópticamente por la mirada del visitante

Sus actuaciones en la naturaleza han generado controversia debido al impacto en el medio ambiente, al utilizar pinturas en entornos naturales.[cita requerida]

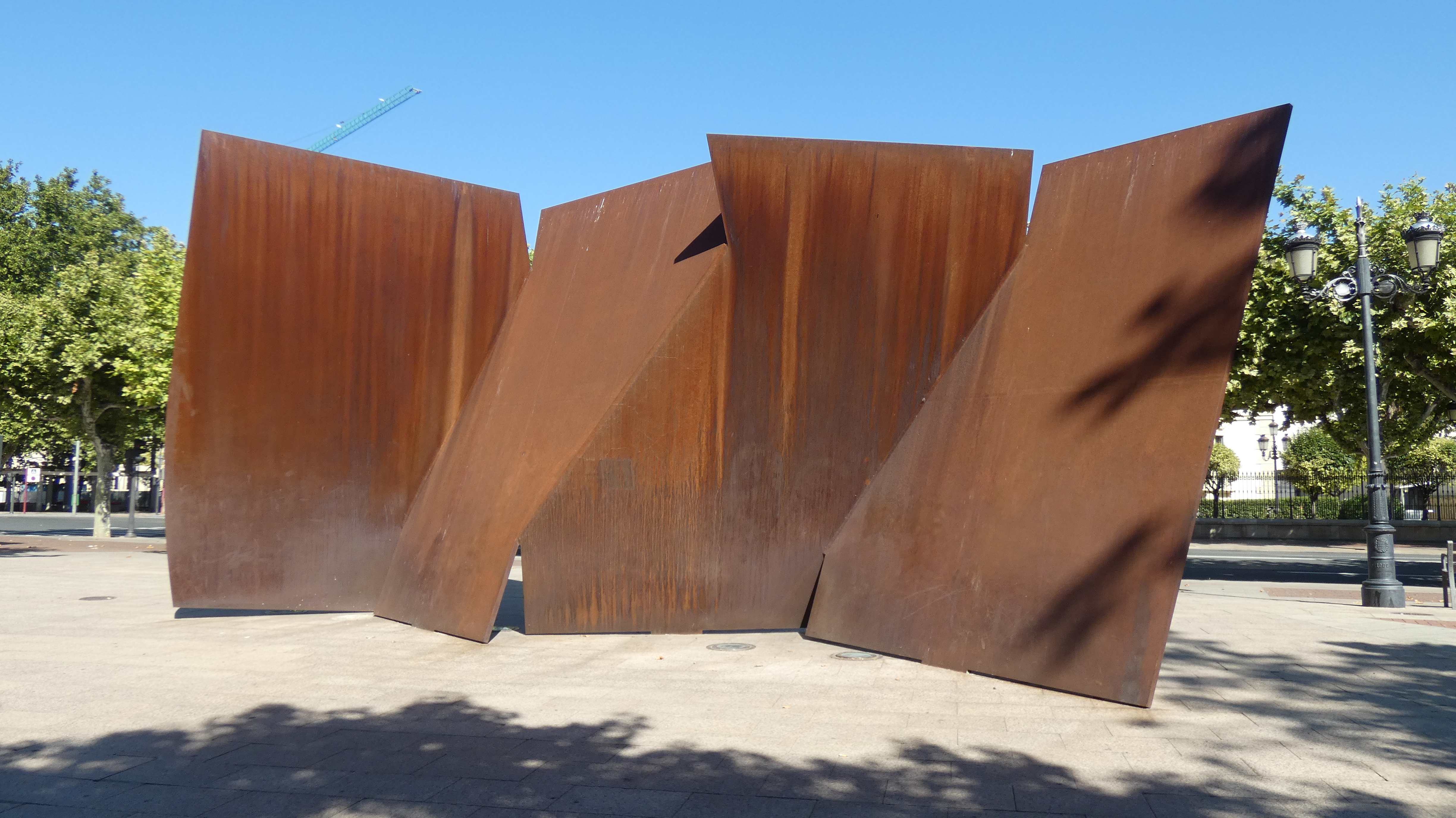
Memorial de las víctimas del terrorismo

## Activismo político
Ibarrola estuvo involucrado en la resistencia antifranquista como miembro del Partido Comunista, por lo que fue juzgado por un tribunal militar y encarcelado.En 1975 su caserío y estudio de Ibarranguelua fue incendiado por la extrema derecha.
Ibarrola también formó parte de movimientos sociales contra el terrorismo de ETA en el País Vasco, siendo miembro fundador a la plataforma ¡Basta Ya! y el Foro de Ermua (cuyo logo fue diseñado por él en 1998). También manifestó en sus inicios su apoyo al partido Unión Progreso y Democracia, al que donó dos obras para recaudar fondos.
En 2006, el Ayuntamiento de Logroño le pidió levantar un Monumento Homenaje a las Víctimas del Terrorismo, que fue inaugurado en 2008.

## Reconocimientos
En 1993 recibió la Medalla de Oro al Mérito en las Bellas Artes junto a los demás componentes de Equipo 57. En los años siguientes recibió también la Medalla de la Orden del Mérito Constitucional por su actividad en favor de valores constitucionales y como fundador del Foro de Ermua, y la Medalla al Mérito en el Trabajo.

## Filmografía
- Agustín Ibarrola. Entre el arte y la libertad (Iñaki Arteta, 2004).
- Ibarrola, artista indomable (Iñaki Arteta, 2018).[17]